# Miracolo eucaristico di Seefeld

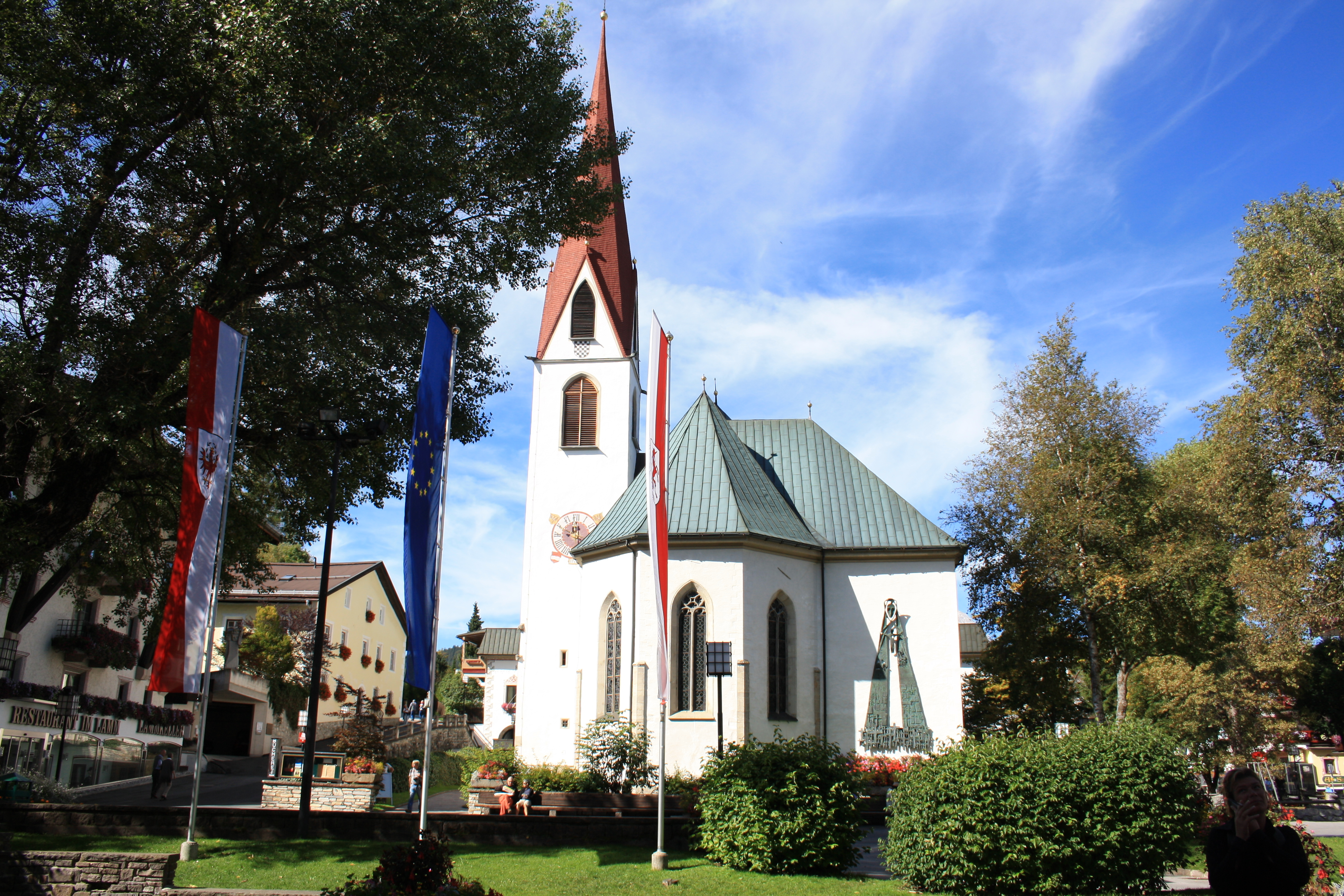
La chiesa parrocchiale di Sant'Osvaldo, situata nel centro storico di Seefeld

Il miracolo eucaristico di Seefeld sarebbe avvenuto nell'omonima cittadina austriaca nell'anno 1384: mentre un sacerdote celebrava la messa, l'ostia consacrata avrebbe sanguinato.

## Storia

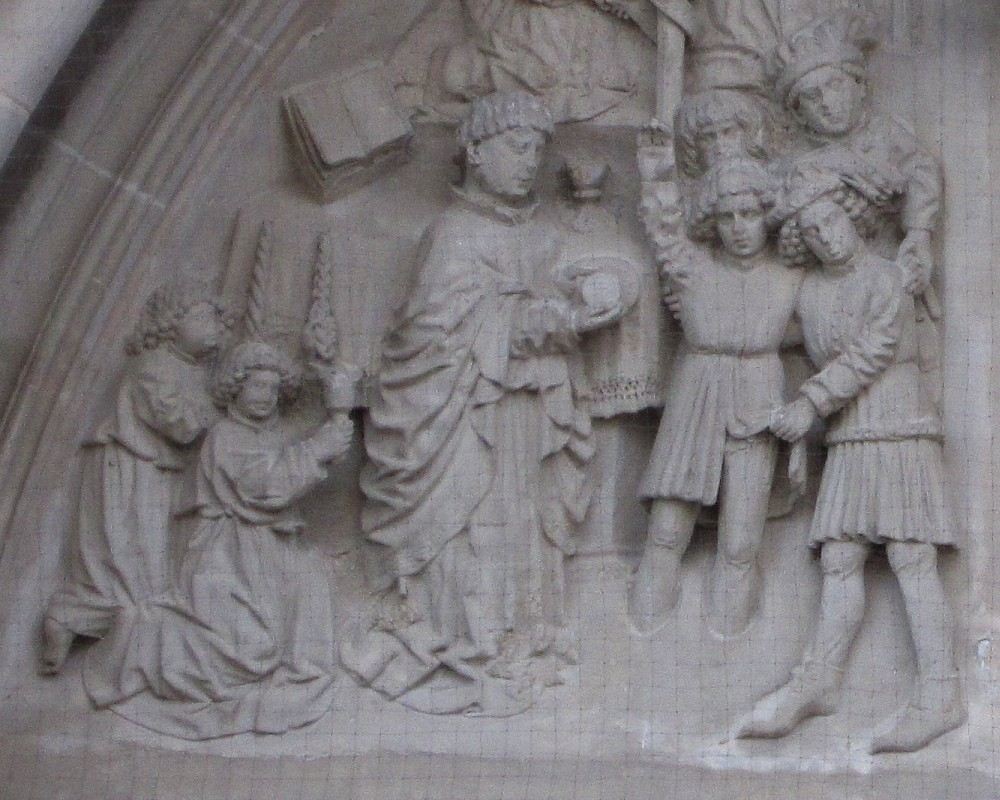
Raffigurazione del miracolo dell'ostia sul portale della chiesa

Durante la messa del Giovedì santo del 25 marzo 1384, nella cittadina di Seefeld, il castellano di Schlossberg, Oswald Milser, pretese di comunicarsi con l'Ostia Magna utilizzata dal sacerdote per la celebrazione. Ma nel momento in cui il cavaliere stava per ricevere l'ostia consacrata il pavimento cominciò a tremare e a rompersi, e Milser si sentì risucchiare verso il basso e si aggrappò all'altare.
Il celebrante ritrasse subito la particola e i fenomeni cessarono, mentre dall'ostia sarebbe stillato sangue. I testimoni del prodigio furono numerosi e la notizia si diffuse in tutto il Tirolo. Anche l'imperatore Massimiliano I d'Asburgo fu tra i devoti di quello che fu considerato un miracolo eucaristico. Nella chiesa di Sant'Osvaldo è custodita la reliquia del miracolo, insieme a rappresentazioni artistiche dell'episodio.